# تشارلز وليامز
تشارلز وليامز (بالفرنسية: Charles Williams)‏ (و. 1898 – 1958 م) هو ممثل، وكاتب سيناريو، من الولايات المتحدة الأمريكية، ولد في ألباني، نيويورك، توفي في هوليوود، كاليفورنيا، عن عمر يناهز 60 عاماً.

## وصلات خارجية
- تشارلز وليامز على موقع IMDb (الإنجليزية)
- تشارلز وليامز على موقع ألو سيني (الفرنسية)
- تشارلز وليامز على موقع أول موفي (الإنجليزية)
- تشارلز وليامز على موقع قاعدة بيانات الأفلام السويدية (السويدية)
- تشارلز وليامز على موقع قاعدة بيانات الفيلم (الإنجليزية)
- تشارلز وليامز على موقع كينوبويسك (الروسية)